# Comuna Mîtkî, Bar
Mîtkî (în ucraineană Митки) este o comună în raionul Bar, regiunea Vinnița, Ucraina, formată din satele Kîianivka și Mîtkî (reședința).

## Demografie
Componența lingvistică a satului Mîtkî
     Ucraineană (99,06%)
     Alte limbi (0,94%)
Conform recensământului din 2001, majoritatea populației satului Mîtkî era vorbitoare de ucraineană (99,06%), existând în minoritate și vorbitori de alte limbi.